# تپه طویلان سفلی
تپه طویلان سفلی مربوط به دوران پیش از تاریخ ایران باستان تا دوران‌های تاریخی پس از اسلام است و در شهرستان اسدآباد، بخش مرکزی، روستای طویلان سفلی واقع شده و این اثر در تاریخ ۱۰ بهمن ۱۳۸۳ با شمارهٔ ثبت ۱۱۳۶۴ به‌عنوان یکی از آثار ملی ایران به ثبت رسیده است.